# مدیریت هویت
مدیریت هویت (به انگلیسی: Identity management) در حوزه فناوری اطلاعات به‌خصوص در امنیت رایانه، مدیریت هویت و دسترسی (مهد) دیسیپلینی است که در آن «به فرد یا سامانه صحیح اجازه دسترسی به منبع‌های صحیح در زمان صحیح و به دلایل صحیح» را می‌دهد. خاصیت زمان را می‌توان به خاصیت‌های دیگر مانند مکان نیز گسترش داد. این دیسیپیلین نیاز به اطمینان از دسترسی صحیح به منابع، در محیط‌های فناوریایی ناهمگون و همچنین پاسخ به نیازهای قانونی سخت گیرانه را برآورده می‌کند. به‌طور خلاصه مدیریت هویت فرآیندی است که به بررسی و مدیریت هویت افراد و گروه‌هایی که در زمینه‌های کاری مختلفی هستند می‌پردازد.
مدیریت هویت به معنای راه حل‌هایی است که چرخه ایجاد، تغییر و حذف هویت را مدیریت می‌کند. مدیریت هویت و دسترسی در سطحی بالاتر علاوه بر «مدیریت هویت»، «مدیریت دسترسی» (AcM) به منابع توسط یک هویت را نیز به عهده دارد. این دو حوزه به دلیل آنکه برای مدیریت دسترسی ابتدا نیاز به شناخت و هویت سنجی است به یکدیگر بسیار نزدیک هستند و در برخی موارد این دو اصطلاح به جای یکدیگر به کار برده می‌شوند. هویت سنجی و کنترل دسترسی زیر مجموعه امنیت اطلاعات شمرده می‌شوند.
سامانه‌های «مدیریت هویت» مسئولیت مدیریت هویت و داده‌های مربوط به موجودیت دیجیتال اشخاص، سخت‌افزارها، نرم‌افزارها و میان افزارها را به عهده دارند. این مجموعه همراه با پروسه‌ها و موارد دیگر مربوطه به عنوان راه حل، مسایلی مانند چگونگی تشخیص یا اختصاص هویت به یک کاربر، محافظت از آن هویت و تکنولوژی‌ها و پروسه‌های تکمیل و پشتیبانی کننده آن محافظت مانند پروتکل‌های شبکه، مجوزهای دیجیتال، گذرواژه‌ها و هویت نامه‌ها را به عهده دارند.